# رو در رو (فیلم ۱۹۹۷)
رو در رو (به تامیلی: Nerrukku Ner) یا چهره به چهره (به انگلیسی: Face to Face) فیلمی هندی محصول سال ۱۹۹۷ و به کارگردانی واسانات است. در این فیلم بازیگرانی همچون ویجای، سوریا، سیمران، کائوسالیا و پراکاش راج ایفای نقش کرده‌اند.